# Parions sport
Parions Sport est la marque de paris sportifs de La Française des jeux (FDJ). Cette société détient le monopole pour la prise des paris sportifs en France en points de vente à travers sa marque « Parions sport point de vente » et propose aussi des paris sportifs en ligne sous la marque « Parions Sport en ligne ».

## Historique
(novembre 2018).
- 1985 : Lancement du « Loto sportif »[1]
- 2009 : Quelques mois avant l'ouverture à la concurrence du marché français des jeux d'argent en ligne « cote&match.fr » devient « Parionsweb »[2] et « Cote & match » devient « Parions sport » pour son réseau de proximité (bar-tabac, presse)
- 2010 : Ouverture du marché des jeux en ligne
- 2016 : « Parions web »[3] devient « Parions sport en ligne » et « Parions sport » devient « Parions sport point de vente ».
- 2020 : Lancement du Loto Foot 8 et 12[4]
- 2023 : FDJ finalise le rachat du groupe ZEturf, opérateur de paris hippiques en ligne ainsi que de paris sportifs en ligne sous la marque ZEbet

## Paris sportifs en point de vente
En France, les jeux de pronostics sportifs sont autorisés depuis la loi de finances du 29 décembre 1984. L'État confie alors la mission d'organisation et d'exploitation des jeux de pronostics sportifs à la FDJ. La Française des jeux sort alors les grilles du « Loto sportif ». « Cote et match » qui apparaît en 2003 qui permet de parier sur le résultat d'une rencontre sportive (1/N/2).
« Cote & match » change de nom et devient « Parions sport » en 2009, puis « Parions sport point de vente » en 2016.
« Parions sport point de vente » propose des paris sportifs pré-match au sein des 27 000 détaillants (bar-tabac, presse) du réseau FDJ en France.
En 2018, Parions Sport installe des bornes digitales en points de vente.

## Paris sportifs en ligne
L'histoire débute avec « cote&match.fr » le site de paris en ligne de la FDJ, lancé en 2003. « cote&match.fr » devient « Parionsweb » en novembre 2009 à quelques mois de l'ouverture du marché des jeux en ligne et de la mise en place de la régulation. « ParionsWeb » change de nom et devient « Parions sport en ligne » en 2016. Le site propose des paris à cote en ligne sur différents sports (football, tennis, basket-ball, rugby, hockey sur glace, handball, formule 1, pétanque...) en prématch et en direct. Cette activité est ouverte à la concurrence.
Pour avoir le droit d'exercer, ParionsSport doit avoir une autorisation de l'ANJ. Grâce à cette autorisation, ParionsSport peut proposer des paris sportifs sur le territoire français, en plus de bonus et autres sortes de promotions éphémères ou sur le long terme.

## Loto Sports
Le Loto Sportif a été lancé en 1985, c'est un jeu de paris mutuels. Le Loto Sportif se transforme en Loto Foot en 1997. Le principe est de pronostiquer une série de matchs de Foot et de réaliser le plus grand nombre de bons pronostics pour remporter un gain. Il existe à ce jour 4 grilles : Loto Foot 7 (7 matchs), Loto Foot 8 (8 matchs), Loto Foot 12 (12 matchs) et Loto Foot 15 (14 à 15 matchs). Parions Sport lance le 30 septembre 2019, le Loto Rugby. Comme pour le Loto Foot, le Loto Rugby propose 2 grilles (7 et 15) et se base sur la formule 1N2 Handicap. Après avoir lancé Loto Rugby Parions Sport sort le 4 novembre le « Loto Basket ». Loto Basket se décline en deux types de grilles : Loto Basket 7 (composé de 7 matchs NBA) qui propose des pactoles de dix mille euros garantis et Loto Basket 15 (composé de 15 matchs, notamment sur la NBA et l’EuroLigue) qui propose des pactoles de cinquante mille euros garantis. La mise minimale est d’un euro.

## Partenariats
Parions Sport a compté dans le passé un partenariat avec la Ligue de Football Professionnel, entre 2009 et 2018. La marque de la FDJ organise également en 2017 un championnat de France des pronostiqueurs, dont l'ambassadeur est Lionel Rosso. Ce championnat a porté sur l'ensemble de la saison 2017-2018 de Ligue 1 de football. Elle a distribué au cours de cette opération plus de 150 000 de lots.
Durant cette période, Parions Sport a également été sponsor maillot de toutes les équipes jouant la Coupe de la Ligue française de football.
En 2018, Parions Sport devient, pour la première fois en Europe, partenaire officiel de la NBA, qui représente la seconde compétition sportive la plus misée en ligne.
Parions Sport est aussi partenaire de quatre clubs de Ligue 1 Uber Eats, l'Olympique Lyonnais, l'Olympique de Marseille, l'AS Monaco et le FC Nantes, depuis août 2018.
Parions Sport est aussi en partenariat avec le Groupama Stadium, stade de l'Olympique Lyonnais, dans lequel sont présents 7 points de vente permettant la prise de paris directement dans l'enceinte du stade.

## Ambassadeurs
La marque Parions Sport compte quatre ambassadeurs : Smail Bouabdellah et Thomas Thouroude pour le football, Mary Patrux pour la NBA et le Loto Basket et Frédéric Michalak pour le Loto Rugby.